# Manuel Spínola de Quintana
Manuel Spínola de Quintana. Moguer, 1770 – Sevilla, 1833. Piloto de la Armada, cosmógrafo, cartógrafo, catedrático de Matemáticas.

## Biografía
Nacido en Moguer en el año 1770. A los 14 años, el 21 de abril de 1784, entró en el “Real Colegio Seminario de San Telmo” de Sevilla, donde recibió clases teóricas durante 6 años hasta que se licenció en el año 1790. Los 2 primeros años estudió las “primeras letras”; y los siguientes las asignaturas de Matemáticas y Náutica recibiendo las clases prácticas en Cádiz con posterioridad. 
En el año 1787, con diecisiete años, viajó en la fragata “Colón” por un periodo de 5 meses. El siguiente año, se embarcó como grumete en la fragata “”Santa Rosa” yendo a Lima. En 1790 aprobó el examen de “pilotín”. Posteriormente fue destinado a Cádiz (1798), donde realizó algunas copias de cartas náuticas de la expedición Malaspina (1793) e hizo trabajos de delineación de otras cartas náuticas de América meridional (10 se conservan en el Museo Naval de Madrid). En 1806, siendo primer Piloto honorario y alférez de fragata de la Armada, consiguió la Cátedra de Matemáticas en el “Real Colegio Seminario de San Telmo” de Sevilla la cual desempeñó hasta su muerte.
Entre los años 1825 - 1827, elaboró planos de varias poblaciones por mandato del intendente Manuel Arjona. En la Real Academia de la Historia se conservan los planos de los municipios de Carmona, Utrera, Morón, Osuna, Écija, Marchena y Sevilla.  
Entre sus méritos figuran: ser miembro de la Real y militar Orden de San Hermenegildo, primer piloto, alférez de navío de la Armada, cosmógrafo honorario de Su Majestad y catedrático de Matemáticas. Falleció en Sevilla el año 1833.

## Obras
- Diario de navegación de Manuel Espínola, de una campaña de evoluciones en la Fragata Colón, concluida en 18 de septiembre de 1787 [Ms., Universidad de Sevilla, Biblioteca general, A 109/081(2)].

- Carta esférica de la costa de Tierra Firme comprendida desde el cabo de San Román hasta Punta Canoas (179?).

- Carta hidrográfica reducida que contiene la Costa Firme de la América meridional, 1793.

- Carta hidrográfica reducida que contiene la costa del Perú comprendida entre los 2° y los 11° de latitud meridional, 1793.

- Carta esférica reducida que contiene las costas del Perú comprendidas entre los 11° y 19° de latitud meridional, 1793 (1798).

- Carta esférica que contiene una parte de la costa occidental de la América meridional comprendida entre los 39.º y 45.º de lat. Sur, 1793 (1798).

- Carta esférica reducida que contiene una parte de la costa occidental de la América meridional y sus isla adyacentes, desde el archipiélago de Chonos hasta el cabo Victoria, 1793 (1798).

- Carta esférica reducida que contiene parte de las costas del reino de Perú y Chile, 1793 (1798).

- Carta esférica que contiene la costa de Chile comprendida entre los 32.º 39’, 1798.

- Carta esférica que contiene la costa patagónica desde la ensenada de los Castillos hasta cabo Raso, 1798.

- Plano general del reino de Chile (179?) (todas mss. en Museo Naval, Madrid); Plano geométrico de los alrededores de la Ciudad de Carmona, 1825; Plano Topográfico de la Ciudad de Écija y sus alrededores, 1826

- Plano geométrico de los alrededores de la Villa de Marchena, 1826.

- Plano Topográfico de la villa de Morón, 1826.

- Plano Topográfico de la Villa de Osuna y sus alrededores, 1826.

- Plano geométrico de los alrededores de la M.N. M.L. M. H. ciudad de Sevilla, 1827 (mss. en la Real Academia de la Historia).[1]

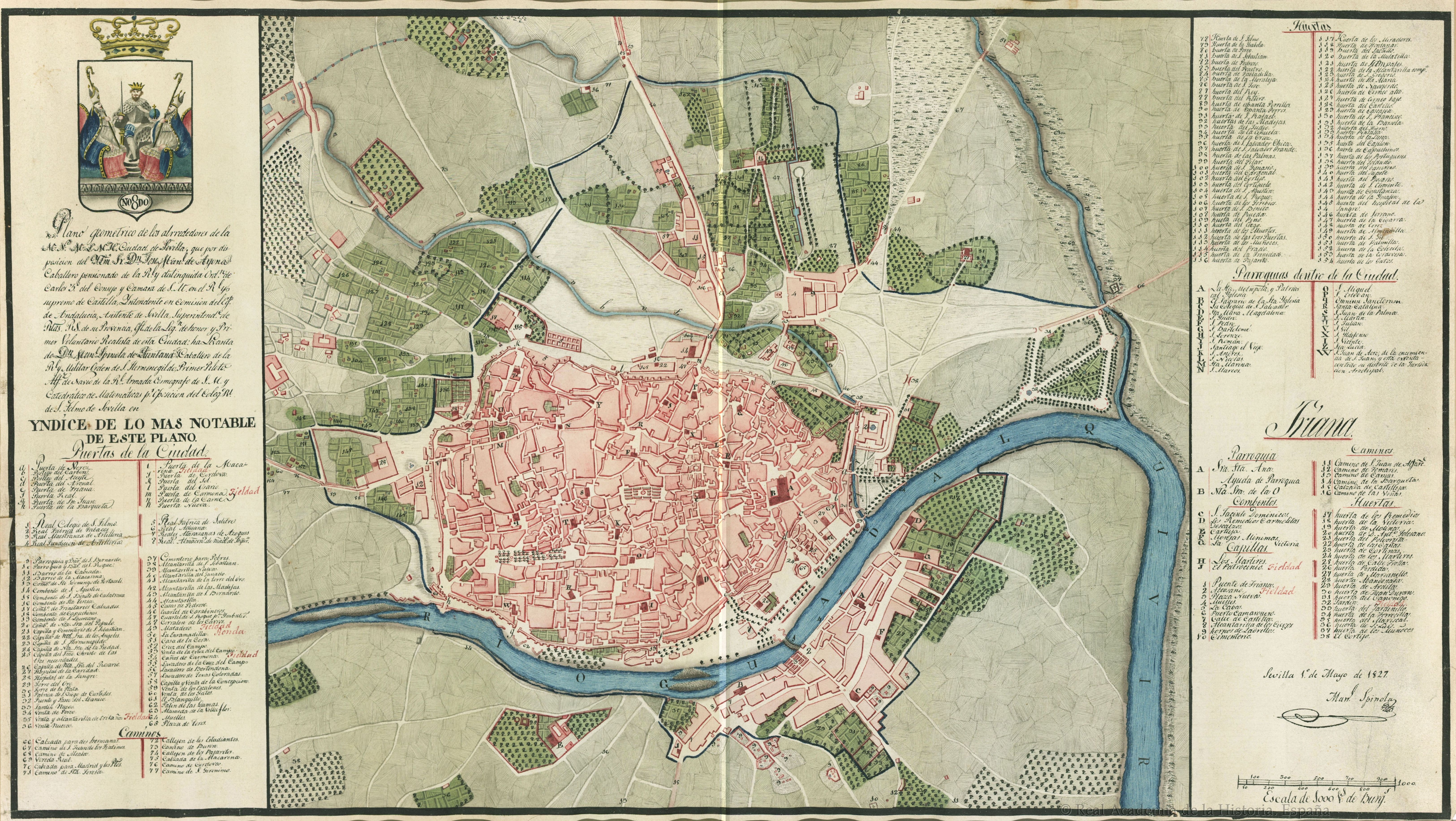
Plano de Sevilla